# ケイラインローローバルクシップマネージメント
ケイラインローローバルクシップマネージメント株式会社（英: "K" Line RoRo Bulk Ship Management、KRBS）は、兵庫県神戸市中央区に本社を置く海運会社。大手海運会社・川崎汽船の子会社である。
また日本での外航船の船舶管理業において、国内最大規模の管理隻数を有する。業界最大手。

## 沿革
| 1917年（大正 6年） | 神戸市内に資本金200万円で設立、北米航路に従事                                                                     |
| 1918年（大正 7年） | 中古船“梅丸”(4,232G/T、5,750D/W) を所有船の第一船として購入                                                       |
| 1930年（昭和5年）  | 運航部門を分離独立させ大同海運を設立し船主経営に移行                                                              |
| 1945年（昭和20年） | 太平洋戦争の終結、所有船舶の９０％を失い残存船腹は２隻のみ                                                        |
| 1948年（昭和23年） | 戦後新造船第１船“大永丸”(2,223G/T、3,334D/W)を建造                                                                |
| 1949年（昭和24年） | 資本金を3,000万円に増資                                                                                           |
| 1950年（昭和25年） | 資本金を9,000万円に増資                                                                                           |
| 1952年（昭和27年） | 資本金を2億3,000万円に増資 大阪証券取引所に上場                                                                   |
| 1953年（昭和28年） | 東京支店を開設 |
| 1956年（昭和31年） | 資本金を9億2,000万円に増資                                                                                        |
| 1961年（昭和36年） | 東京証券取引所に上場                                                                                              |
| 1964年（昭和39年） | 海運企業再建整備法に基づき川崎汽船グループに属する 油槽船“大井川丸”(61,564G/T、102,824D/W) を川崎汽船と共有で建造 |
| 1966年（昭和41年） | 資本金を10億円に増資                                                                                              |
| 1972年（昭和47年） | 資本金を15億円に増資                                                                                              |
| 2000年（平成12年） | 川崎汽船の完全子会社となり上場廃止 神戸日本汽船と合併、商号を太洋日本汽船とし資本金は27億円となる                 |
| 2003年（平成15年） | 資本金を4億円に減資                                                                                               |
| 2004年（平成16年） | Stargate Bulgaria Co., Ltd.およびStargate Maritime Ltd.を設立 (ブルガリア)                                        |
| 2009年（平成21年） | Stargate Ukraine Ltd.を設立 (ウクライナ)                                                                          |
| 2010年（平成22年） | TNKC (UK) Limitedを設立 (イギリス)                                                                                |
| 2012年（平成24年） | マニラ支店(ROHQ)を開設 (フィリピン)                                                                               |
| 2017年（平成29年） | 株式会社エスコバル・ジャパンと合併し幕張支店を開設                                                                |
| 2018年（平成30年） | 商号を「ケイラインローローバルクシップマネージメント株式会社」に改称                                              |
| 2019年（令和元年） | 幕張支店を閉鎖 |

## 企業理念
当社グループは、人と地域社会を大切にし、世界の人々の豊かな暮らしに貢献します。
1. 質実剛健・質素倹約を旨とする。
2. 自主独立の精神を重んじ、従業員家族を大切にする。
3. 健全な事業活動を通じ、国と地域の発展に貢献する。

## 基本方針
1. お客様や現場とのコミュニケーションを大切にし、お客様に喜んでいただけるよう行動する。
2. 法令・倫理・道徳及び社会規範を守り、関係する人々から信頼を得るよう努力する。
3. 我々が、自然から与えられるかけがえのない資源やエネルギーなど、地球環境を守るよう努める。
4. 現状に甘んずることなく、新しい改革に挑戦し、新しい未来を切り開く人材を育成する。

## 事業の概要
川崎汽船グループの中核企業として、自動車運搬船、RO-RO船、ばら積み船、コンテナ船などの「船舶管理」を行っている。また、船舶を保有して貸し渡す「船舶貸渡」業も行っている。さらに、不動産賃貸事業などの国内事業も展開している。
1. 船舶管理業 
コンピューター管理システム（BASS）も活用し、積荷を安全かつタイムリーに目的地に海上輸送するための船舶を管理している。日本、フィリピン及びドイツの3か所を拠点に展開しており、グループ全体で約140隻の外航船舶を管理する世界有数の船舶管理会社である。具体的な業務は以下の通り。
  1. 安全運航業務 - ISMコード（英語版）などの国際規約を遵守し、船舶の安全運航に最大限の努力を払うとともに、貨物の安全輸送を推進する。また、海難事故や積荷の損傷を未然に防ぎ、事故が発生した際には事後処理について技術的アドバイスやサポートを行う。
  2. 船員配乗業務 - 船舶を運航する乗組員を配乗する。乗組員は、KRBSに在籍する日本人海上従業員の他、フィリピン人、ブルガリア人、ウクライナ人、中国人およびポーランド人の船員で構成されており、コンピューターシステムにより一元的に管理されている。各国において船員の質的向上を図るため、独自の船員教育に力を入れている。
  3. 保船管理業務 - 船舶の生涯管理を前提として、長・短期メンテナンス計画を立て、管理船の健全な長期保有を可能にしている。
  4. 保険業務 - 船舶の不測の事故に備え、船体保険やPI保険等を手配する。
  5. 建造監督業務 - 船舶の建造に当たり、図面承認業務を行うとともに、建造監督業務を行う。
2. 船舶貸渡業 - グループで6隻の自動車運搬船を所有し、内外の用船者に長期に貸し渡している。
3. 国内事業 - 賃貸ビル事業などを運営している。

## 支店
- 東京支店　東京都千代田区内幸町2丁目1番1号（飯野ビルディング）
- マニラ支店　16/F, Marc 2000 Tower, 1973 Taft Ave., Malate, Phil.